# Boerewors
Le boerewors (prononcé [ˈbuːrəˌvɔrs]) est un type de saucisse originaire d'Afrique du Sud. Ce plat de viande constitue un élément important de la cuisine sud-africaine, zimbabwéenne, zambienne, botswanaise et namibienne, et sa popularité s'étend à toute l'Afrique australe. Le nom est dérivé des mots afrikaans boer (littéralement, un fermier) et wors (« saucisse »). Selon la réglementation du gouvernement sud-africain, le boerewors doit contenir au moins 90 pour cent de viande ou de graisse de bœuf, de porc, d'agneau ou de chèvre. Les 10% restants sont constitués d'épices et d'autres ingrédients. Pas plus de 30 % de la teneur en viande ne peut être constituée de matières grasses. Le boerewors ne peut contenir d'abats autres que les boyaux, ni de viande récupérée par un processus où la viande et les os sont séparés mécaniquement.

## Histoire
Le boerewors est fabriqué à partir de bœuf haché grossièrement, de porc haché, d'agneau ou de chèvre. Lorsque des antilopes disponibles localement, comme le springbok ou l'oryx, sont incluses, la saucisse doit être étiquetée avec l'espèce dont provient la viande. Elle contient également des épices (généralement des graines de coriandre grillées, du poivre noir, de la muscade, des clous de girofle et du piment de la Jamaïque). Comme de nombreuses autres formes de saucisses, le boerewors peut contenir une forte proportion de matières grasses et est conservé avec du sel et du vinaigre, et emballé dans des boyaux de saucisse comestibles, qui sont la seule partie de la saucisse qui peut être des abats. Le boerewors traditionnel est généralement formé en spirale continue. Il est souvent servi avec du pap (bouillie / polenta traditionnelle sud-africaine à base de farine de miel). Le boerewors est également très courant en Namibie, au Botswana, au Mozambique et au Zimbabwe ainsi que dans les communautés sud-africaines expatriées du monde entier.

### Record du monde Guinness
Le 3 mai 2014, le record du monde Guinness de la saucisse boerewors la plus longue du monde a été battu en Afrique du Sud. La saucisse mesurait 1 557,15 m de long. La saucisse boerewors a été distribuée gratuitement aux maisons de retraite et à l'orphelinat Abraham Kriel.

## Préparation
Le boerewors est traditionnellement braisé (grillé au charbon de bois ou au bois), mais il est souvent cuit sous un gril électrique, rôti au four ou frit à la poêle. Lors de la cuisson du boerewors, piquer l'enveloppe entraînera la perte d'une grande partie de l'humidité et de la graisse de la saucisse pendant la cuisson. Une variante locale du hot-dog est le rouleau de boerewors, ou rouleau "boerie", qui est un morceau de boerewors dans un pain à hot-dog, souvent servi avec une relish de tomates, de piment et d'oignons ou du chakalaka. Certaines personnes préfèrent le ragoût de boerewors qui peut être préparé avec de la purée de pommes de terre ou de la bouillie.

## Variantes
Les diverses variétés de boerewors comprennent des spécialités telles que les wors à l'ail, le kameeldoring (épine de chameau), les karoowors (saucisse de la région du Karoo en Afrique du Sud) et les spekwors (fabriqués avec de la graisse de porc en cubes). D'autres recettes comprennent du fromage et des piments.
Une saucisse similaire peut également être fabriquée à partir de la viande de différentes espèces animales, telles que le koudou et le springbok, mais elle ne peut pas être vendue sous le nom de boerewors. Au lieu de cela, elle porte le nom de l'espèce de viande prédominante, mais seulement si elle contient au moins 75 % de viande de cette espèce spécifique. Lorsqu'une saucisse est fabriquée à partir de différents types de gibier, elle ne peut pas être étiquetée boerewors mais doit être étiquetée comme saucisse de gibier et avec les noms des espèces de gibier.
Les boerewors ne se conservent pas bien sans réfrigération. Une saucisse séchée ou salée similaire appelée droëwors est préparée à la place selon un processus similaire à la préparation du biltong. Le droëwors est devenu populaire en tant que collation.
En réponse au mouvement moderne de l'alimentation à base de plantes, divers substituts végétaliens au boerewors, principalement fabriqués par des petites industries artisanales, ont commencé à apparaître chez les détaillants et sur les marchés alimentaires en Afrique du Sud. Ils ne sont pas étiquetés comme boerewors.

## Compétitions gastronomiques
La préparation et la cuisson des boerewors sont devenues un art raffiné sujet à l'émulation, de telle sorte que de nombreuses compétitions locales, régionales et nationales ont lieu. La chaîne de supermarchés Shoprite organise un concours annuel pour déterminer les meilleures nouvelles préparations. Le gagnant de ce concours a le privilège de voir son produit/recette fabriqué et vendu dans tous les magasins Checkers du pays, sous la marque Championship Boerewors.